# Scaphoideus pars
Scaphoideus pars är en insektsart som beskrevs av Barnett 1979. Scaphoideus pars ingår i släktet Scaphoideus och familjen dvärgstritar. Inga underarter finns listade i Catalogue of Life.